# Манон от извора
„Манон от извора“ (на френски: Manon des sources) е френски филм от 1986 година, драма на режисьора Клод Бери по негов сценарий в съавторство с Жерар Браш. Филмът е базиран на едноименния роман на Морис Паньол и е продължение на предишния филм на Бери „Жан дьо Флорет“ (1986).

## Сюжет
Внимание:  Текстът по-долу разкрива сюжета на произведението (или части от него)!
В центъра на сюжета е млада жена, която научава, че баща ѝ е загинал в резултат на машинациите на негови съседи, за които е знаело цялото село, и си отмъщава, прекъсвайки водоснабдяването на селището. Главните роли се изпълняват от Еманюел Беар, Ив Монтан, Даниел Отьой, Иполит Жирардо.

## В ролите
| Актьор             | Роля                     |
| ------------------ | ------------------------ |
| Еманюел Беар       | Манон Кадоре             |
| Ив Монтан          | Сезар (Папе) Суберан     |
| Даниел Отьой       | Юголен (Галинет) Суберан |
| Иполит Жирардо     | Бернар Оливие            |
| Маргарита Лосано   | Батистина                |
| Ивон Гами          | Делфина                  |
| Тики Олигадо       | специалист               |
| Жан Бушо           | кюре                     |
| Елизабет Депардийо | Еме Кадоре               |
| Арман Мефр         | Филоксен                 |
| Пиер Ногаро        | Казимир                  |
| Роже Суза          | Анж                      |

## Награди и номинации
„Манон от извора“ печели наградата „Сезар“ за поддържаща женска роля и е номиниран за награда на БАФТА за чуждоезичен филм.